# Stuwmeer van Novosibirsk

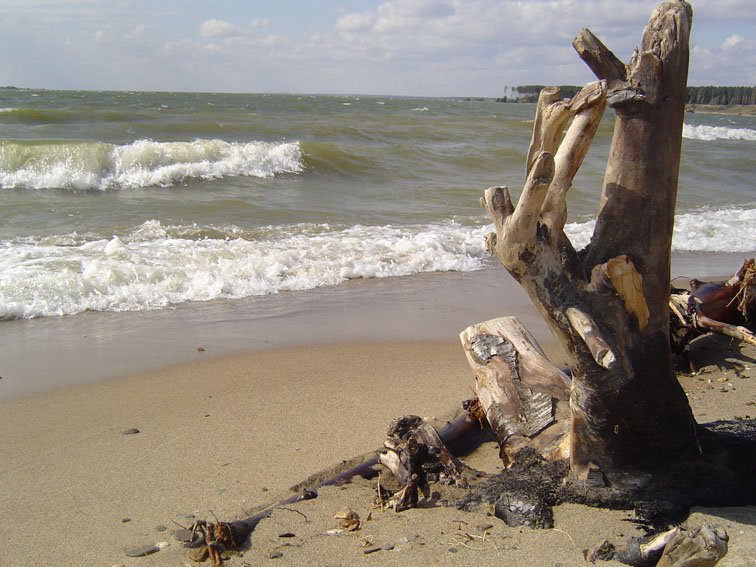
Zicht over het stuwmeer

Het stuwmeer van Novosibirsk (Russisch: Новосибирское водохранилище; Novossibirskoje vodochranilischtsche), ook wel Zee van Ob (Russisch: Обское море; Obskoje Morje), is het grootste kunstmatige meer in de oblast Novosibirsk en de kraj Altaj.
Het meer ontstond door de bouw van een stuwdam op de Ob nabij Novosibirsk. In de dam kwamen turbines voor het opwekken van elektriciteit. Het kwam in 1956 gereed. Het meer is 200 kilometer lang en tot 20 km breed.
Tijdens de zomer is het een van de populairste bestemmingen voor de stedelingen uit Novosibirsk. Jachten en bootjes dobberen dan op het meer en de stranden trekken veel volk.